# Clément Dembélé
Pour les articles homonymes, voir Dembélé.
Clément Dembélé est un homme politique malien, né le 12 novembre 1974 à Ouagadougou (Burkina Faso).
Clément Dembélé, né le 12 novembre 1974 à Ouagadougou, est un universitaire et homme politique malien. Il est l'auteur d'une thèse de littérature générale et comparée intitulée Littérarité du discours politique: le registre épique de l'Histoire dans le contexte des indépendances africaines, soutenue en 2010 à l'université Paul-Verlaine de Metz. Président de la Plateforme contre la corruption et le chômage au Mali (PCC), il est également une personnalité en ascension au sein de l’opposition malienne,,.

## Biographie

### Scolarité et études
Il commence ses études primaires à l'école primaires à Banconi Plateau. Par la suite, Clément DEMBÉLÉ a passé ses années de lycée au lycée Bouillagui Fadiga en Langues et Littérature. Une fois son baccalauréat en poche en 1994, il ambitionne d’intégrer les rangs de l’École Normale Supérieure (ENSUP), pour y suivre la section Philosophie et Littérature.
Quatre ans plus tard, il tente sa chance au très sélectif Concours d’Excellence de la Francophonie, qui le propulse jusqu'au Canada où il obtient un doctorat en philosophie pour recherches sur le thème «Histoire de la pensée politique et philosophique : d’Aristote à Jean Paul Sartre».
Par la suite, il s’installe en France pour y entreprendre un second doctorat en littérature général et comparée sur le thème «Littérarité du discours politique». Professeur des universités en France et au Canada depuis 2012. 

### Vie politique et associative
Il  est candidat à l'élection présidentielle malienne de 2018, mais sa candidature n'est pas retenue[réf. souhaitée]. Militant contre la corruption, il est arrêté le 9 mai 2020, soupçonné d'atteinte à la sûreté de l'État,. Libéré le 23 mai, il doit comparaitre le 1er juillet pour incitation à la violence. Le 10 juillet 2020, la coalition d'opposition Mouvement du 5-Juin - Rassemblement des Forces Patriotiques (M5-RPF) organise des manifestations contre le président Ibrahim Boubacar Keïta dans tout le Mali. À Bamako elle dégénère en émeute, l'Assemblée nationale est saccagée, les heurts avec la police font au moins 4 morts et plusieurs dizaines de blessés. Dans la soirée et le lendemain, 6 leaders et théoriciens de l'opposition sont arrêtés par les forces de sécurité maliennes, dont Dembélé (avec Choguel Maïga, Mountaga Tall, Issa Kaou Djim, Oumara Diarra et Adama Ben Diarra). S'ensuivent deux autres jours de manifestations violentes pour empêcher l'arrestation supposée de Mahmoud Dicko, le principal chef du M5-RPF qui fédère les autres, et de répressions policières qui feront 11 morts et 124 blessés, puis les leaders de l'opposition seront relâchés le 13 juillet. En novembre 2023, Clément Dembélé est placé sous mandat de dépôt, après la diffusion d'un message audio non encore authentifié sur les réseaux sociaux. Clément Dembélé aurait menacé de mort le président de la transition malienne Assimi Goïta. Le 8 mars 2024, La conclusion de l’expert judiciaire indépendant conclue «La voix du vocal incriminé n’est pas celui (sic) de l’inculpé». Le 29 avril une ordonnance de mise en liberté de Clément Dembélé, sous contrôle judiciaire et émise. Finalement cette demande est refusée par le procureur du pôle judiciaire contre la cybercriminalité. Le 24 juillet 2024, La cour d'appel de Bamako refuse de libérer Clément Dembélé.

## Fonctions internationales
- Directeur général du groupe EUROPA basé en France et aux USA dans le bâtiment, la communication et le conseil stratégique[17],[18].
- Membre de l’Académie des Sciences Stratégiques et de Développement basée à Johannesburg en Afrique du Sud.
- Consultant à l’UNESCO.
- Intervenant à l’IPR de Katibougou en méthodologie de la recherche et en marketing agricole.